# Жанатаева, Мадина Каирлиевна
Мадина Каирлиевна Жанатаева (род. 3 мая 1991 года) — полузащитник сборной Казахстана по футболу и ЖФК «БИИК-Казыгурт».

## Клубная карьера
Начала профессиональную карьеру в «Алма-КТЖ». После расформирования клуба перешла в 2009 году в «БИИК-Казыгурт». После этого отыграла сезон 2015 года в «Кубаночке». В 2015 году Жанатаева обратно перешла в БИИК-Казыгурт.

## Карьера в сборной
Дебютировала в сборной 17 сентября 2011 года в матче против Румынии (0:3). За сборную провела 24 матча и забила 1 гол.